# Unus mundus
Unus mundus (en latín un mundo, o un solo mundo) es un término que se refiere al concepto de una realidad subyacente unificada a partir de la cual todo emerge y a la cual todo retorna.
Fue popularizado en el siglo XX por el psiquiatra suizo Carl Gustav Jung, aunque el término se remonta a escolásticos como Juan Duns Scoto y fue retomado en el siglo XVI por Gerhard Dorn, un estudiante del famoso alquimista Paracelso.

## Jung y Pauli

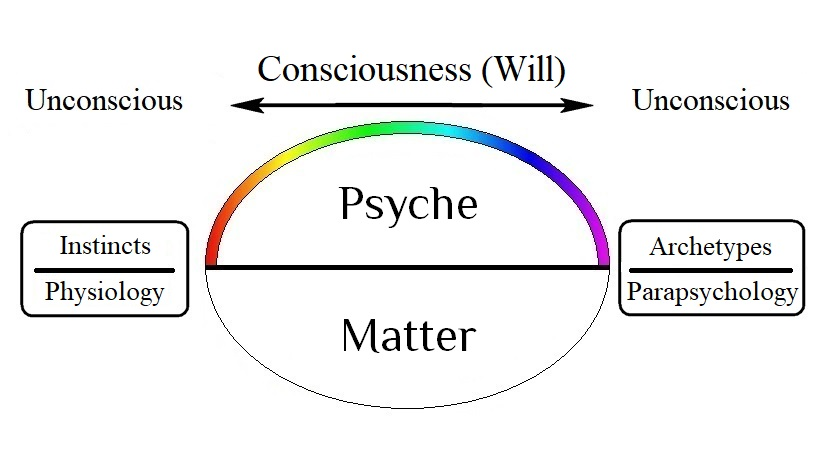
Modelo del Unus mundus de acuerdo a C. G. Jung.

Jung, conjuntamente con el físico Wolfgang Pauli, exploró la posibilidad de que sus conceptos de arquetipo y sincronicidad estuvieran relacionados con el unus mundus; el arquetipo sería una expresión del unus mundus, mientras que la sincronicidad, o coincidencia significativa, sería posible por el hecho de que ambos, el observador y el acontecimiento concurrente, se derivan en última instancia de la misma fuente, el unus mundus.
Jung siempre tuvo cuidado, sin embargo, de enfatizar la naturaleza tentativa y provisional de tales exploraciones en una idea unitaria de la realidad.
Para Jung,

Mientras que el concepto unus mundus es una especulación metafísica, lo inconsciente puede ser experimentado en sus manifestaciones de manera al menos indirecta.